# Liquid Spirit
Albums de Gregory Porter
Be Good
(2012) Take Me to the Alley
(2016)
Liquid Spirit est le troisième album studio du chanteur de jazz américain Gregory Porter. Cet album est sorti le 2 septembre 2013 sous le label Blue Note. Il permet à Gregory Porter d'obtenir un grand succès critique et public. En 2014, Liquid Spirit remporte d'ailleurs le Grammy Award du meilleur album de jazz vocal,.

## Réception commerciale
En mai 2016, Alex Dutilh déclare à propos de Liquid Spirit : « disque de platine en Grande-Bretagne et en Allemagne, disque d’or en France, aux Pays-Bas et en Autriche, cet album [s'est] vend[u] en effet à un million d’exemplaires à travers le monde et [est] dev[enu] également l’album de jazz le plus écouté sur les plates-formes de streaming depuis leur apparition. »

## Liste des pistes
Toutes les chansons sont écrites par Gregory Porter, sauf indication contraire
| No  | Titre                                              | Durée |
| --- | -------------------------------------------------- | ----- |
| 1.  | No Love Dying                                      | 3:56  |
| 2.  | Liquid Spirit                                      | 3:36  |
| 3.  | Lonesome Lover (Abbey Lincoln, Max Roach)          | 3:11  |
| 4.  | Water Under Bridges                                | 3:32  |
| 5.  | Hey Laura                                          | 3:19  |
| 6.  | Musical Genocide                                   | 3:45  |
| 7.  | Wolfcry                                            | 4:10  |
| 8.  | Free (Zak Najor, Porter)                           | 5:01  |
| 9.  | Brown Grass                                        | 4:17  |
| 10. | Wind Song                                          | 3:23  |
| 11. | The 'In' Crowd (Billy Page)                        | 3:37  |
| 12. | Movin'                                             | 4:49  |
| 13. | When Love Was King                                 | 6:52  |
| 14. | I Fall in Love Too Easily (Sammy Cahn, Jule Styne) | 7:47  |

## Personnes
| Artistes en vedette - Gregory Porter – chant, arrangements - Chip Crawford – piano, arrangements - Aaron James – bass (pistes 1–3, 5, 6, 8–14) - Emanuel Harrold – batterie (pistes 1–3, 5, 6, 8–13) - Yosuke Sato – saxophone alto (pistes 1–3, 6, 8, 10, 12) - Tivon Pennicott – saxophone ténor (pistes 2, 3, 5, 6, 8, 10, 12) - Curtis Taylor – trompette (pistes 2, 3, 6, 8, 10, 12) - Glenn Patscha – orgue Hammond (pistes 5, 6, 8), Fender Rhodes (piste 6) | Production - Brian Bacchus – réalisateur artistique - Jay Newland – mixage audio, ingénieur du son - Ted Tuthill – ingénieur assistant - Owen Mulholland – ingénieur assistant - Fran Cathcart – pre-mix editing (piste 6) - Kamau Kenyatta – producteur associé, arrangements, arrangements de cornes - Mark Wilder – mastering |

## Classements et certifications

### Classements hebdomadaires
| Classement (2013–16)              | Meilleure position |
| --------------------------------- | ------------------ |
| Allemagne (Media Control AG)      | 8                  |
| Autriche (Ö3 Austria Top 40)      | 25                 |
| Belgique (Flandre Ultratop)       | 35                 |
| Belgique (Wallonie Ultratop)      | 57                 |
| Danemark (Tracklisten)            | 7                  |
| Écosse (OCC)                      | 8                  |
| Espagne (Promusicae)              | 89                 |
| États-Unis (Billboard 200)        | 187                |
| États-Unis (Top Jazz Albums)      | 2                  |
| Pays-Bas (Mega Album Top 100)     | 6                  |
| France (SNEP)                     | 24                 |
| Irlande (Irish Albums Chart)      | 17                 |
| Italie (FIMI)                     | 42                 |
| Norvège (VG-lista)                | 35                 |
| Royaume-Uni (UK Albums Chart)     | 9                  |
| Royaume-Uni (Jazz & Blues Albums) | 1                  |
| Suisse (Schweizer Hitparade)      | 63                 |